# Спај (пећина)
Спај (Grotte de Spy) је пећина која се налази у провинцији Намир (регион Валонија) у Белгији. Сматра се једним од најзначајнијих локалитета у овој провинцији и важно је археолошко налазиште на територији Европе из доба палеолита. Овде су 1886. године откривени скелетни остаци двеју особа и покретни материјал који су чинили камени артефакти, као и остаци фауне. Ови налази доказали су постојање неандерталца, човека другачијег од модерног човека.